# Ajsza Ualiszan
Ajsza Ualiszan (kaz. Айша Уалишан; ur. 2 lutego 1997) – kazachska zapaśniczka walcząca w stylu wolnym. Zajęła trzynaste miejsce na mistrzostwach świata w 2021. Brązowa medalistka mistrzostw Azji w 2021 roku.